# Monin (Unternehmen)

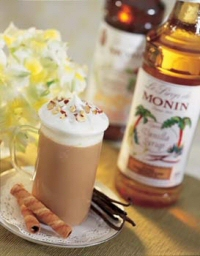
Kaffeespezialität mit Monin Vanillesirup

Monin ist ein französisches Unternehmen, das hauptsächlich für seine Likör- und Sirup-Produkte bekannt ist. Monin gilt als einer der weltweit führenden Anbieter von Sirups, Likören und Eistee-Konzentraten. Hauptsitz des Unternehmens ist Bourges.
Monin-Produkte werden überwiegend im Gastronomie-Betrieb verwendet, so zum Beispiel in Bars, Restaurants und Diskotheken. Sie finden vor allem Verwendung bei der Herstellung von Cocktails. Das Unternehmen bietet dafür Sirups in mehr als 100 verschiedenen Geschmacksnoten an.

## Geschichte
Das Unternehmen wurde 1912 von Georges Monin (1893–1944) gegründet. In den 1930er-Jahren wurde Monin zu einem der führenden französischen Sirup-Anbieter und expandierte daraufhin in den Folgejahren in weitere europäische Länder und die Karibik. 1945 übernahm George Monins Sohn Paul die Führung des Unternehmens. Nach 1945 entstanden weitere internationale Filialen in Marokko, Malta, Tunesien und in West-Afrika. Im Jahr 1947 verkaufte das Unternehmen über drei Millionen Flaschen mit Sirupprodukten. 1974 wurde die Marke von vier Millionen Flaschen erreicht.
Ab 1987 plante Paul Monin die Übergabe der Leitung des Unternehmens an seinen Sohn Olivier, der das Unternehmen seit 1992 leitet.
1993 gründete Monin eine Niederlassung in den USA und eröffnete dort 1996 eine Produktionsstätte in Clearwater, Florida.
Monin ist Mitglied der International Bartenders Association. 2005 eröffnete Monin einen Standort in Singapur für den asiatischen Markt. Im Jahr darauf erwarb das Unternehmen den französischen Hersteller Guiot Flavorings. 2007 erfolgte die Gründung eines Standortes in Dubai. 2009 wurde eine neue Produktionsstätte im malaysischen Kuala Lumpur sowie ein Vertriebsbüro in Shanghai eröffnet.
Nachdem der Umsatz 2009 noch 80 Mio. EUR betrug, stieg er 2011 auf 110 Mio. EUR. Das Unternehmen ist weltweit in 140 Ländern tätig und erwirtschaftet 75 % seines Umsatzes im Export, wobei vor allem Asien ein wesentlicher Wachstumsmarkt ist.

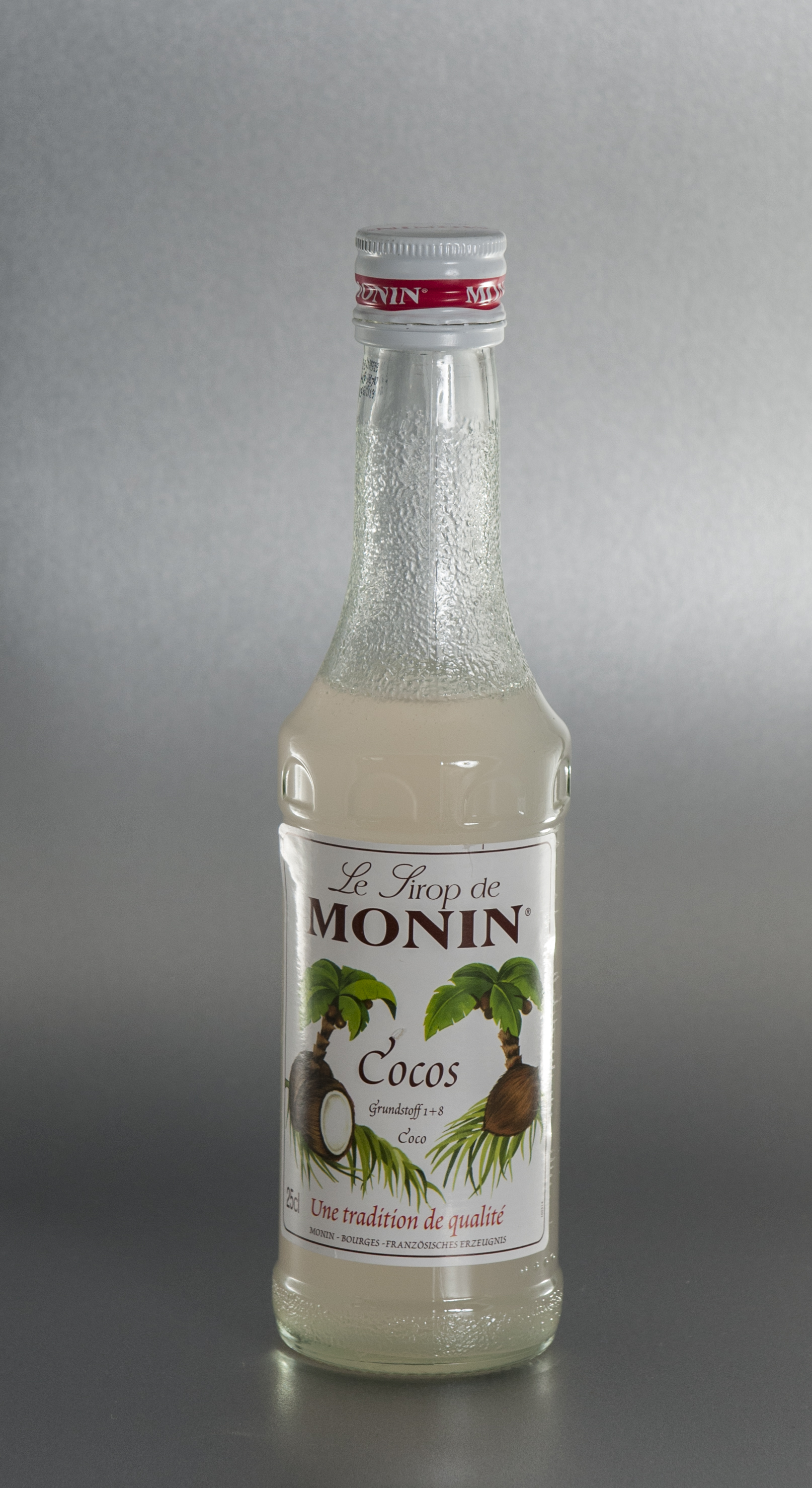
Kokos-Sirup (0,25-Liter-Flasche, 2016)
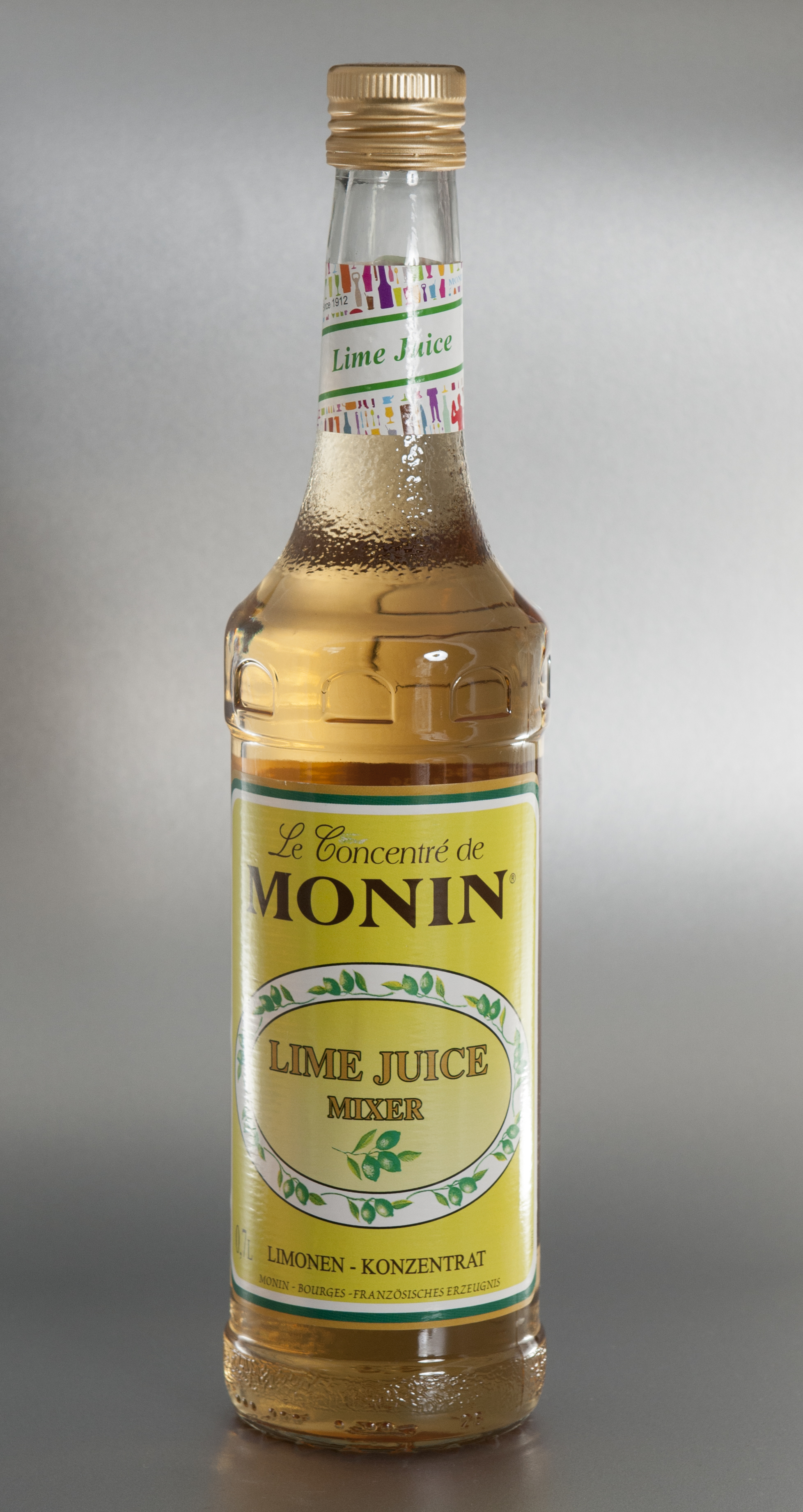
Lime Juice Cordial (0,75-Liter-Flasche, 2016)